# Jimmy McMullan
Jimmy McMullan (Denny, 26 marzo 1895 – 28 novembre 1964) è stato un allenatore di calcio e calciatore scozzese.
È stato convocato per 16 volte dalla Scozia ed ha fatto parte dei Wembley Wizards, nel 1928.

## Carriera
Ha iniziato la sua carriera al Denny Hibernian, nel 1911. Interno sinistro, quando è passato al Partick Thistle è stato schierato come esterno di fascia sinistra. Ha giocato con il Thistle per otto stagioni, ma saltato la finale di Coppa di Scozia vinta nel 1921 a causa di un infortunio.
Passato al Maidstone United come giocatore-allenatore, è poi tornato in Scozia due stagioni dopo, prima di firmare per il Manchester City.
È stato il capitano della Nazionale nella vittoria per 5-1 sull'Inghilterra al Wembley Stadium.
Ha anche allenato l'Oldham Athletic, l'Aston Villa, il Notts County e lo Sheffield Wednesday.

## Palmarès

### Giocatore

#### Competizioni nazionali
- Coppa di Scozia: 1

Partick Thistle: 1920-1921
- Second Division: 1

Manchester City: 1927-1928

### Allenatore

#### Competizioni regionali
- Kent Football League: 2

Maidstone United: 1921-1922, 1922-1923
- Kent Senior Cup: 2

Maidstone United: 1921-1922, 1922-1923